# Pachyphytum viride
Pachyphytum viride är en fetbladsväxtart som beskrevs av Walther. Pachyphytum viride ingår i släktet Pachyphytum och familjen fetbladsväxter. Inga underarter finns listade i Catalogue of Life.

## Bildgalleri

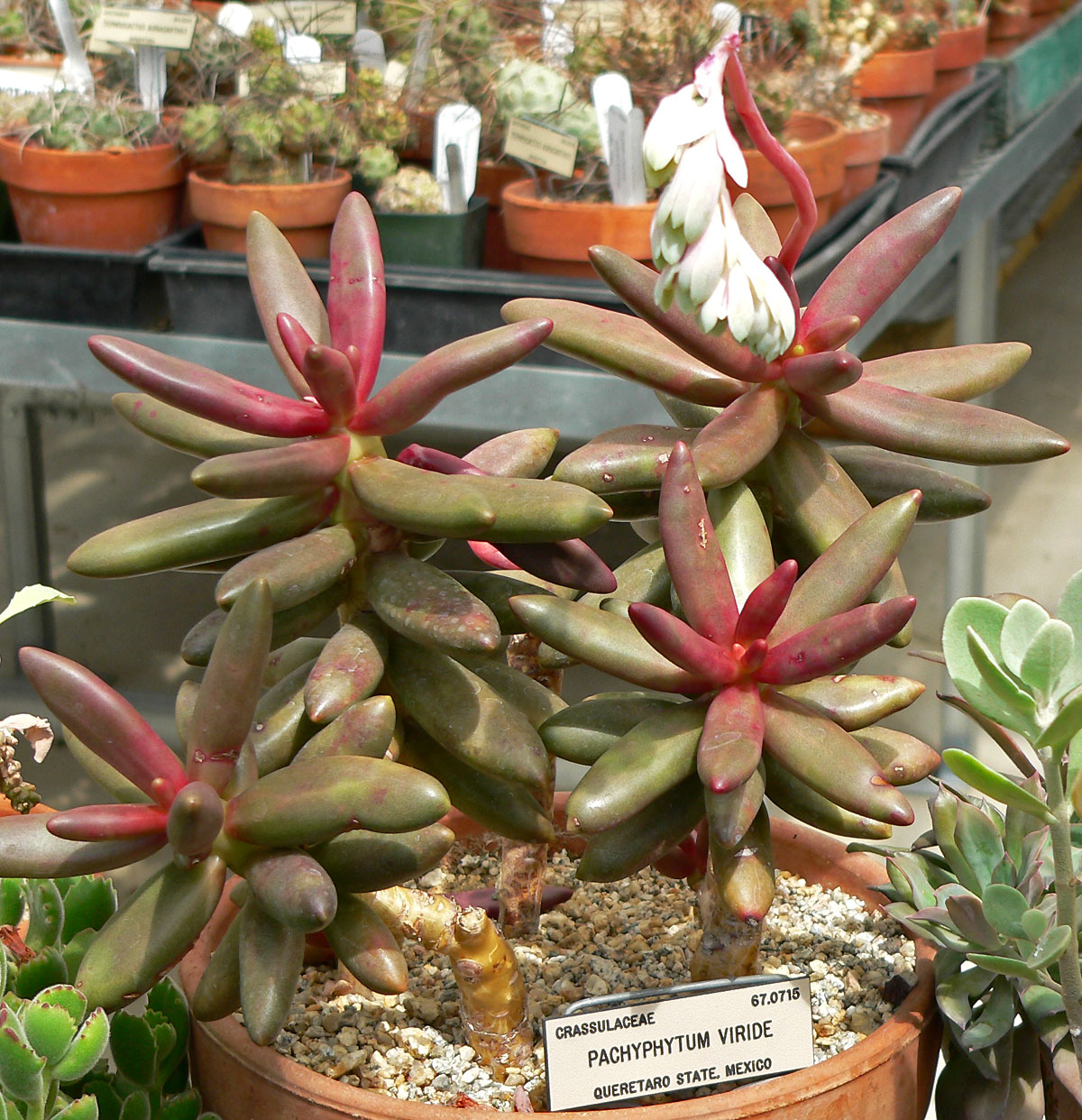
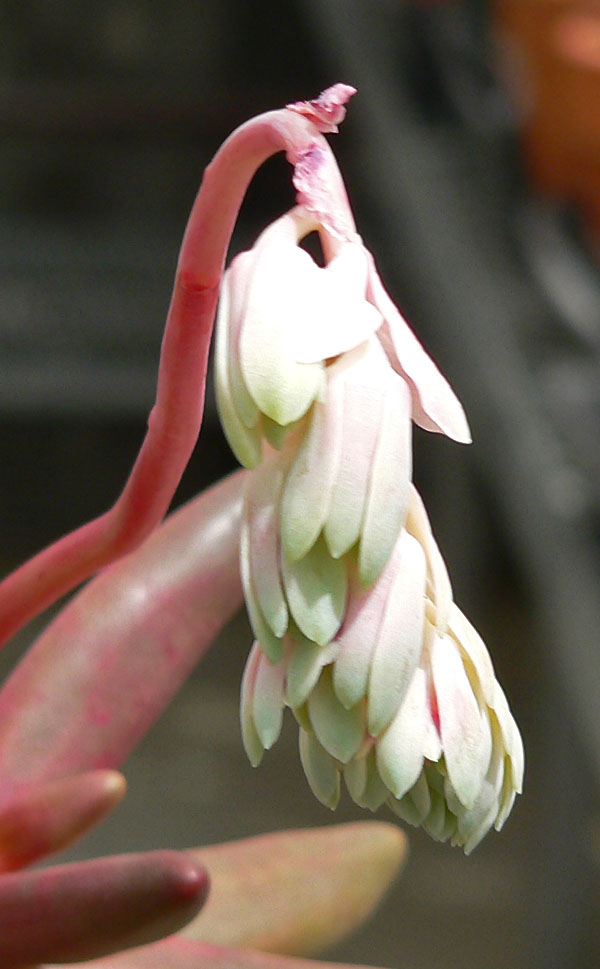